# Gastrancistrus floriola
Gastrancistrus floriola är en stekelart som först beskrevs av Alan Parkhurst Dodd och Girault 1915.  Gastrancistrus floriola ingår i släktet Gastrancistrus och familjen puppglanssteklar. Inga underarter finns listade i Catalogue of Life.